# Krwawa linia
Krwawa linia (ang. Bloodline) – amerykańsko-niemiecki thriller z 1979 roku w reżyserii Terrence’a Younga, zrealizowany na podstawie powieści Sidneya Sheldona pod tym samym tytułem.
Zdjęcia kręcono w Londynie, Paryżu, Chamonix, Nowym Jorku, Kopenhadze, na Sardynii (lotnisko w Olbii, Porto Rotondo), w Monachium i Burghausen.

## Obsada
- Audrey Hepburn – Elizabeth Roffe
- Ben Gazzara – Rhys Williams
- James Mason – Sir Alec Nichols
- Claudia Mori – Donatella
- Irene Papas – Simonetta Palazzi
- Michelle Phillips – Vivian Nichols
- Maurice Ronet – Charles Martin
- Romy Schneider – Hélène Martin
- Omar Sharif – Ivo Palazzi
- Beatrice Straight – Kate Erling
- Gert Fröbe – inspektor Max Hornung
- Marcel Bozzuffi – człowiek w czerni
- Pinkas Braun – dr Wal
- Ivan Desny – jubiler
- Vadim Glowna – dr Joeppli
- Walter Kohut – Krauss
- Wolfgang Preiss – Julius Prager